# محمد گذرآبادی

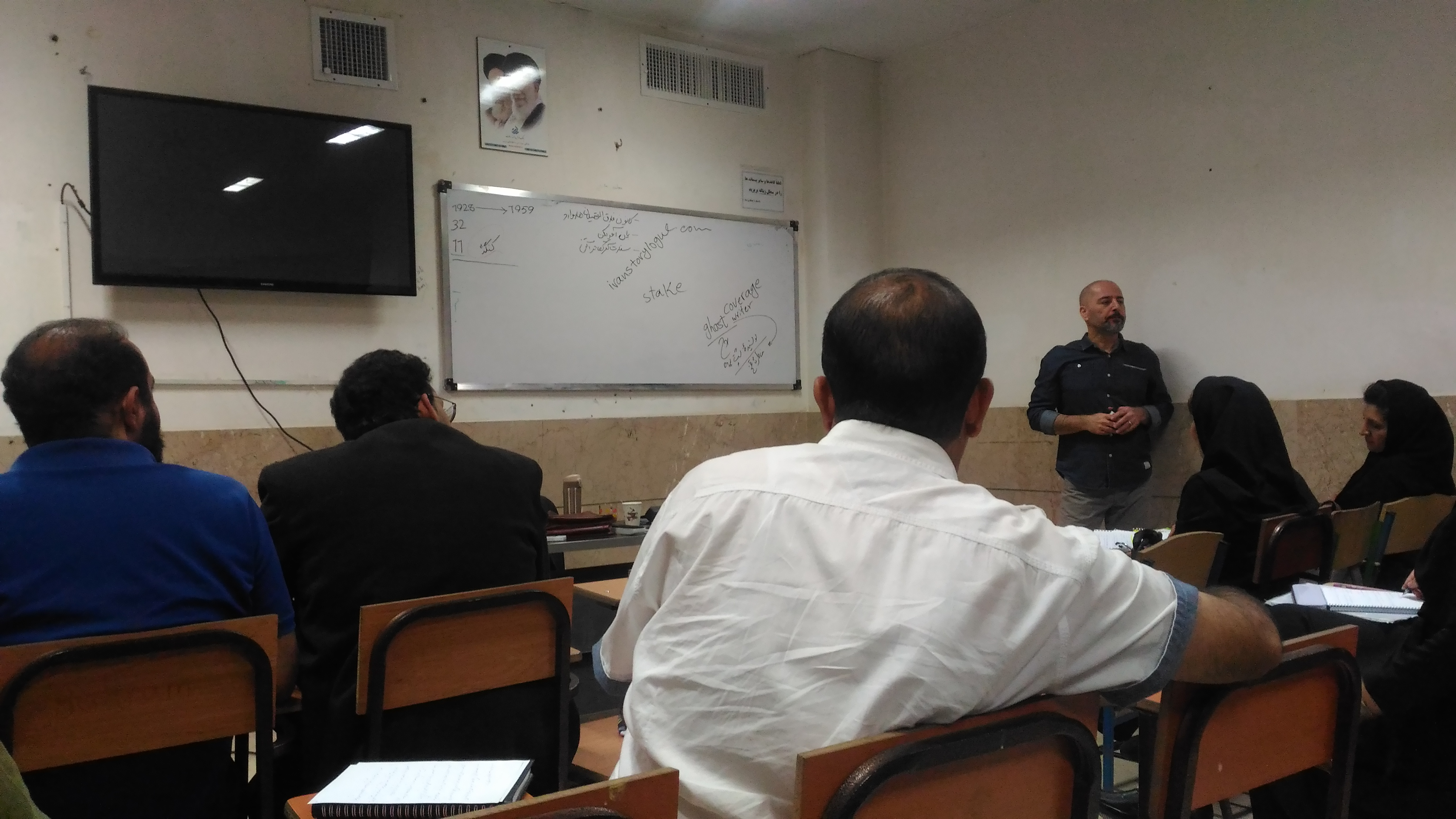
محمد گذرآبادی در حال تدریس در دانشگاه سپهر اصفهان

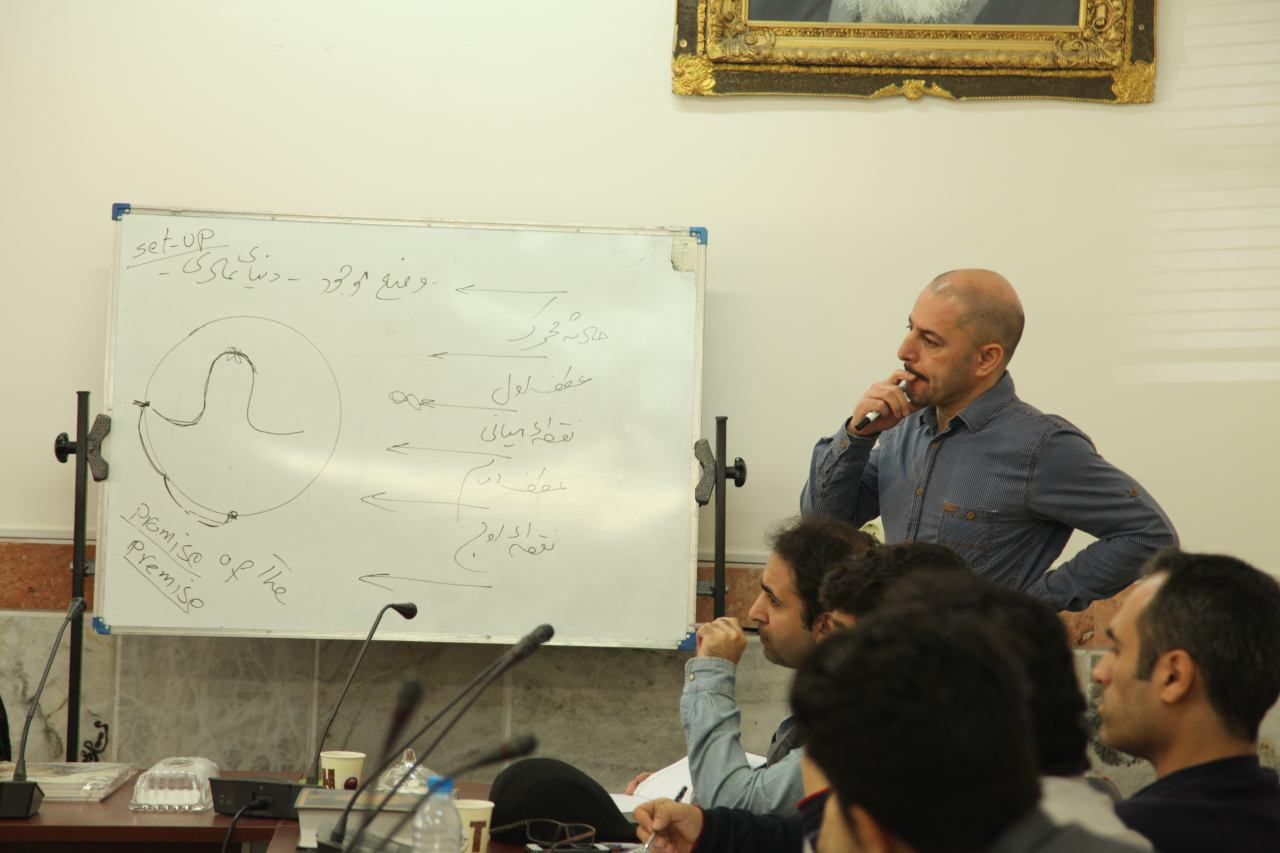
تدریس محمد گذرآبادی

محمد گذرآبادی (زاده ۲۴ فروردین ۱۳۴۵ - تهران) نویسنده، مترجم، فیلمساز، کارگردان، مشاور فیلمنامه فیلمنامه‌نویس و مدرس ایرانی است.

## زندگی
محمد گذرآبادی فروردین‌ماه سال ۱۳۴۵ در تهران متولد شد. او ۹ سال بعد به همراه خانواده به بندرانزلی مهاجرت و در سنین نوجوانی در کانون فیلم این شهر با سینما آشنایی اولیه پیدا کرد.
وی در سال ۱۳۶۴ در رشته رادیولوژی پذیرفته شد اما خیلی زود خود را در آن فضا بیگانه یافت و پس از انصراف از دانشگاه در بحبوحه‌ی جنگ به خدمت سربازی رفت. در سال ۱۳۶۷ وارد دانشکده سینما و تئاتر (دانشگاه هنر تهران) شد.
گذرآبادی از سال ۱۳۷۰ ترجمه را با کتاب عناصر فیلمنامه‌نویسی آغاز کرد و تا کنون نزدیک‌ به ۵۰ عنوان ترجمه در حوزه‌های سینما، ادبیات، روانشناسی، مدیریت و ارتباطات به چاپ رسانده است.
در سال ۱۳۹۰ تصمیم به تألیف اولین فرهنگ تخصصی فیلمنامه گرفت و بعد از ۳ سال تلاش در سال ۱۳۹۳ «فرهنگ فیلمنامه» را به چاپ رساند. این کتاب در سال ۱۳۹۴ موفق به دریافت جایزه بهترین تالیف سال سینما شد.
‌
تلاش گذرآبادی نزدیک‌ کردن گفتمان فیلمنامه‌نویسی ایران به استانداردهای روز دنیا بوده و در این زمینه سرآمد است. برای نمونه "گزارش فیلمنامه" را برای اولین بار در سینمای ایران معرفی و اجرا کرد و شاگردانی برای انجام این کار پرورش داد. او از دهه نود شمسی مشاور فیلمنامه‌های بلند و کوتاه بسیاری بوده است.
گذرآبادی از سال ۱۳۸۹ مشغول به تدریس فیلمنامه‌نویسی در دانشگاه‌هایی همچون دانشگاه هنر تهران، دانشگاه تهران، سپهر اصفهان و دانشگاه سوره و … بوده.
```
همچنین در دو دهه‌ی گذشته ده‌ها کارگاه فیلمنامه‌نویسی در داخل و خارج از ایران برگزار کرده است.
[
۲
]
[
۳
]
```

او چندیدن دوره به عنوان داور در جشنواره‌های ملی و بین‌المللی حضور داشته است. از جمله جشنواره religion today 2014 ایتالیا و kazan 2021 روسیه.
‌
"هم‌نویسی" آخرین متد آموزش فیلمنامه‌نویسی‌ست که گذرآبادی پس از سال‌های طولانی تدریس آن را در سال ۱۴۰۲ ابداع و در شهرهای تهران، شیراز، رشت و شهرکرد برگزار کرده است.

## کتابشناسی
در جدول زیر کتاب‌هایی که محمد گذرآبادی در حوزه سینما و تلویزیون به زبان فارسی برگردانده است فهرست شده است:
| عنوان                                                    | نویسنده                | ناشر                 | تاریخ انتشار |
| -------------------------------------------------------- | ---------------------- | -------------------- | ------------ |
| نما به نما: کارگردانی فیلم از تصور تا تصویر (ویراست دوم) | استیون داگلاس          | چاپ عصر              | ۱۴۰۱         |
| راه حل داستان: ۲۳ کنش ضروری قهرمان بزرگ                  | اریک ادسون             | هرمس                 | ۱۳۹۹         |
| روان‌شناسی برای فیلمنامه نویسان                           | ویلیام ایندیک          | هرمس                 | ۱۳۹۷         |
| کم یعنی زیاد: فن نگارش فیلمنامه کوتاه                    | کلودیا هانتر جانسون    | کتاب آبان            | ۱۳۹۷         |
| ۱۰۱ نکته فیلمنامه‌نویسی                                   | الکسیس نیکی            | آوند دانش            | ۱۳۹۴         |
| دستور زبان تدوین                                         | روی تامپسون            | ساقی                 | ۱۳۹۴         |
| دستور زبان نما                                           | روی تامپسون            | ساقی                 | ۱۳۹۴         |
| نویسندگی برای سینما و تلویزیون                           | کریگ بتی و زارا والدبک | آوند دانش            | ۱۳۹۳         |
| فیلمنامه‌نویسی پیشرفته                                    | لیندا سیگر             | بنیاد سینمایی فارابی | ۱۳۹۳         |
| آناتومی داستان                                           | جان تروبی              | ساقی                 | ۱۳۹۲         |
| پرده سوم                                                 | درو یانو               | ساقی                 | ۱۳۹۱         |
| مدرسه فیلم                                               | ریچارد پیرمن           | ساقی                 | ۱۳۹۱         |
| تکنیک‌های فیلمنامه‌نویسی                                   | چارلی موریتس           | ساقی                 | ۱۳۹۰         |
| بوطیقای ارسطو برای فیلمنامه نویسان                       | مایکل تی یرنو          | ساقی                 | ۱۳۸۹         |
| راه داستان: فن و روح نویسندگی                            | کاترین‌آن جونز          | هرمس                 | ۱۳۸۹         |
| اسطوره و سینما                                           | استوارت ویتیلا         | هرمس                 | ۱۳۸۹         |
| عناصر فیلمنامه‌نویسی                                      | آروین بلیک             | هرمس                 | ۱۳۸۸         |
| بازیگری در سینما و تلویزیون: از صحنه تئاتر تا پرده سینما | یان برنارد             | هرمس                 | ۱۳۸۸         |
| الفبای تدوین                                             | روی تامپسون            | ساقی                 | ۱۳۸۷         |
| تکنیک‌های تصویربرداری                                     | جرالد میلرسون          | ساقی                 | ۱۳۸۷         |
| سفر نویسنده                                              | کریستوفر ووگلر         | مینوی خرد            | ۱۳۸۷         |
| نمابه‌نما: نمای متحرک                                     | استیون داگلاس          | بنیاد سینمایی فارابی | ۱۳۸۴         |
| نگارش فیلمنامه داستانی                                   | چارلی موریتس           | فارابی               | ۱۳۸۴         |
| داستان ساختار، سبک و اصول فیلمنامه‌نویسی                  | رابرت مک‌کی             | هرمس                 | ۱۳۸۲         |
| آثار کلاسیک سینما مستند                                  | ویلیام روتمن           | هرمس                 | ۱۳۷۹         |
| نمابه‌نما: کارگردانی فیلم                                 | استیون داگلاس          | بنیاد سینمایی فارابی | ۱۳۷۶         |
| سبک استعلایی در سینما                                    | پل شریدر               | بنیاد سینمایی فارابی | ۱۳۷۵         |

## ادبیات
در جدول زیر کتاب‌هایی که محمد گذرآبادی در حوزه ادبیات به زبان فارسی برگردانده است فهرست شده است:
| عنوان                          | نویسنده         | ناشر | تاریخ انتشار |
| ------------------------------ | --------------- | ---- | ------------ |
| سرو غمگین                      | آگاتا کریستی    | هرمس | ۱۳۹۰         |
| کتاب قتل در قطار سریع‌السیر شرق | آگاتا کریستی    | هرمس | ۱۳۸۸         |
| لرد اِجوِر می‌میرد                | آگاتا کریستی    | هرمس | ۱۳۸۸         |
| داستان‌هایی از یونان باستان     | مارگاریت دسموژه | هرمس | ۱۳۸۳         |
| افسانه‌های مردم ایرلند          | آیلین اوفیلان   | هرمس | ۱۳۸۲         |
| افسانه‌های مردم مجارستان        | وال بیرو        | هرمس | ۱۳۸۰         |
| افسانه‌های مردم ترکیه           | ایگناتس کونوس   | هرمس | ۱۳۸۰         |

## روان‌شناسی
در جدول زیر کتاب‌هایی که محمد گذرآبادی در حوزه روان‌شناسی به زبان فارسی برگردانده است فهرست شده است:
| عنوان                                  | نویسنده                            | ناشر | تاریخ انتشار |
| -------------------------------------- | ---------------------------------- | ---- | ------------ |
| ذهن هولوتراپیک                         | استانیسلاو گروف، هال زینا بنت      | هرمس | ۱۳۸۹         |
| هنر شناخت مردم                         | پل دی تیگر                         | هرمس | ۱۳۸۸         |
| بنویس تا اتفاق بیفتد                   | هنریت کلاوسر                       | رسا  | ۱۳۸۶         |
| فکرت را عوض کن حالت خوب می‌شود          | هنریت کلاوسر                       | رسا  | ۱۳۸۶         |
| ۱۰ کاری که زندگی زناشویی را خراب می‌کند | لورا شلزینگر                       | رسا  | ۱۳۸۷         |
| مهارت‌های زناشویی                       | متیو مکی، کیم پالگ و پاتریک فانینگ | رسا  | ۱۳۸۷         |
| نخستین گام‌های مدیریت                   | لورن بلکر، گری تاپچیک              | رسا  | ۱۳۸۵         |
| فراسوی مشتری مداری                     | کنت بلانچارد، شلدون بولز           | رسا  | ۱۳۸۵         |
| مدیریت هدف                             | هانس هیلگرمن                       | رسا  | ۱۳۸۵         |

## ارتباطات
در جدول زیر کتاب‌هایی که محمد گذرآبادی در حوزه ارتباطات به زبان فارسی برگردانده است فهرست شده است:
| عنوان                            | نویسنده                             | ناشر  | تاریخ انتشار |
| -------------------------------- | ----------------------------------- | ----- | ------------ |
| نقاط عطف در پژوهش‌های ارتباط جمعی | شرون ای. لاوئری و ملوین ال. دی فلور | دانژه | ۱۳۹۰         |

## فیلم‌شناسی
| سال ساخت | نام فیلم                   |
| -------- | -------------------------- |
| ۱۳۹۸     | فیلم کوتاه گنج‌های سردارخان |
| ۱۳۸۰     | فیلم کوتاه زنگ اول         |
| ۱۳۷۳     | مستند عاشورا               |
| ۱۴۰۲     | فیلم بلند محی (نویسنده)    |
| ۱۴۰۳     | فیلم کوتاه نومان (نویسنده) |

## تألیف
در جدول زیر کتاب‌هایی که محمد گذرآبادی تألیف کرده فهرست شده است:
| عنوان          | نویسنده       | ناشر   | تاریخ انتشار |
| -------------- | ------------- | ------ | ------------ |
| فرهنگ فیلمنامه | محمد گذرآبادی | فارابی | ۱۳۹۳         |

## جوایز
- قلم زرین برای ترجمه کتاب سفر نویسنده در سال ۱۳۸۸[۸]
- تندیس بهترین تألیف برای کتاب «فرهنگ فیلمنامه» در پنجمین دورهٔ «جایزه کتاب سال سینما» در سال ۱۳۹۴[۹]
- قلم زرین برای مجموعه کتاب‌ها در سال ۱۳۹۰[۱۰]
- برگزیده کتاب سال خانه کتاب ۱۳۹۳
 *بهترین مترجم سال از طرف انجمن فیلمنامه‌نویسان ۱۳۹۵

}}